# Шагріяр
Шахріяр (перс. شهریار, трансліт. Šahryār) — вигаданий персонаж, ключовий герой обрамлення склепіння казок «Тисяча і одна ніч» (Alif Laila wa-Laila), якому Шахерезада, щоб уникнути страти, розповідає історії.

## Реальність та вигадка
Перша частина імені Шахріяр — «шах» відповідає титулу «цар» («повелитель»). В оригінальному тексті збірки він називається «шахіншахом» («царем царів»). Все це викликає асоціацію з Персією. Проте, вважається що Шахріяр у відсутності безпосереднього історичного прототипу, і що фабула історії, можливо, запозичена з ранніх індійських легенд.

## Обрамлення склепіння
Обрамлення «Тисячі та однієї ночі» починається «Оповіданням про царя Шахріяра та його брата» і закінчується «Оповіданням про царя Шахріяра і Шахразаду», в яких Шахріяр і Шахерезада представлені головними протагоністами. На початку збірки перед читачем постає кривавий деспот:
За збіркою, молодший брат Шахріяра — Шахзаман (перс. شاهزمان Шахзаман Šāhzamān, Shâhzamân) — правив Самаркандом. Після 20 років правління, Шахріяр послав візира в Самарканд, щоб запросити брата до себе в гості після довгих років розлуки. Шахзаман вирушив у подорож, але повернувся до палацу за якоюсь забутою річчю і застав свою дружину в ліжку з чорним рабом. Охоплений гнівом правитель убив обох. Спогади про зраду терзали Шахзамана в палаці Шахріяра. Він не пив, не їв, не в змозі був радіти й веселитися. Якось раз, не поїхавши на полювання з братом, побачив із вікна, як дружина Шахріяра сплелася в обіймах із чорним рабом. Після цього він перестав відмовлятися від їжі і незабаром розповів про те, що трапилося, Шахріяру. Тому всесильний правитель, який зневірився у вірності жінок, щоб уникнути сорому, вирішив брати собі в дружини незайманих на одну ніч, а вранці щоранку страчувати кожну.
Через 3 роки в царстві не залишилося жодної невинної дівчини. Тому після наказу царя візирові привести чергову незайману останній повернувся додому пригнічений і сумний. Побачивши стан батька, старша дочка його, Шахерезада, яка «читала книжки, літописи та житія стародавніх царів і перекази про минулі народи, і вона, кажуть, зібрала тисячу літописних книжок, які стосуються стародавніх народів, колишніх царів та поетів», зголосилася врятувати мусульман, ставши дружиною Шахріяра.. Коли Шахріяр мав із Шахерезадою стстеві стосунки, її молодша сестра Дуньязада (Dunyâzâd, Dînâzâd, Dînârzâd) просила сестру розповісти якусь історію для скорочення ночі. З того часу щоночі Шахерезада стала розповідати Шахріяру свої історії з одним з перших у літературі використанням прийому кліфгенгер: оскільки говорити вона могла тільки вночі, Шахерезада щоразу до кінця дозволеного часу підводила чергову зав'язку інтриги розповіді. Захопившись мальовничими цікавими розповідями, цар не поспішав стратити чергову дружину.
У заключній частині, «Розповіді про царя Шахріяра і Шахерезада», Шахерезада привела царю трьох синів, «один з яких ходив, інший повзав, а третій смоктав груди», які були зачаті за час нічних розповідей, просила його про помилування: «О царю часу, це твої сини, і я бажаю від тебе, щоб ти звільнив мене від убивства заради цих дітей. Якщо ти мене вб'єш, ці діти залишаться без матері і не знайдуть жінки, яка добре виховала б їх!» І тут цар заплакав, і притиснув дітей до грудей, і сказав: «О Шахразадо, клянуся Аллахом, я помилував тебе ще до того, як з'явилися ці діти, адже я побачив, що ти цнотлива, чиста, благородна і богобоязлива. Хай благословить Аллах тебе, твого батька, твою матір, твій корінь і твою гілку. Закликаю Аллаха у свідки, що я звільнив тебе від усього, що може тобі зашкодити».
За І. М. Фільштинським, до появи збірки композиція з обрамленнєвою новелою в літературах інших народів не зустрічалася, але вона є традиційною в індійському фольклорі та давньоіндійській літературі. Про походження обрамлення мало що відомо, але вельми ймовірним, що запозичена вона з джерел на санскриті.

Шахерезада і Шахріар
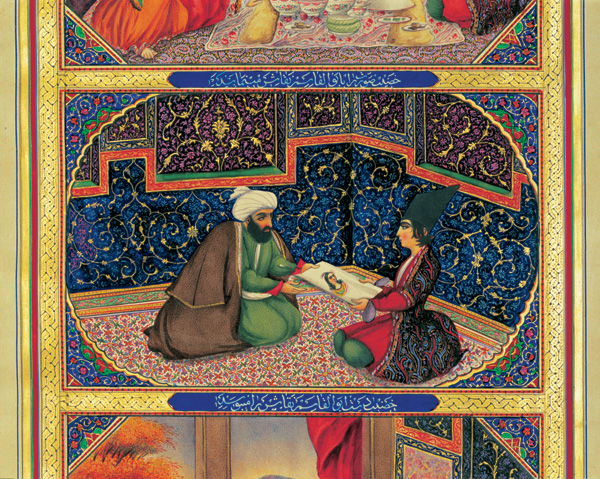
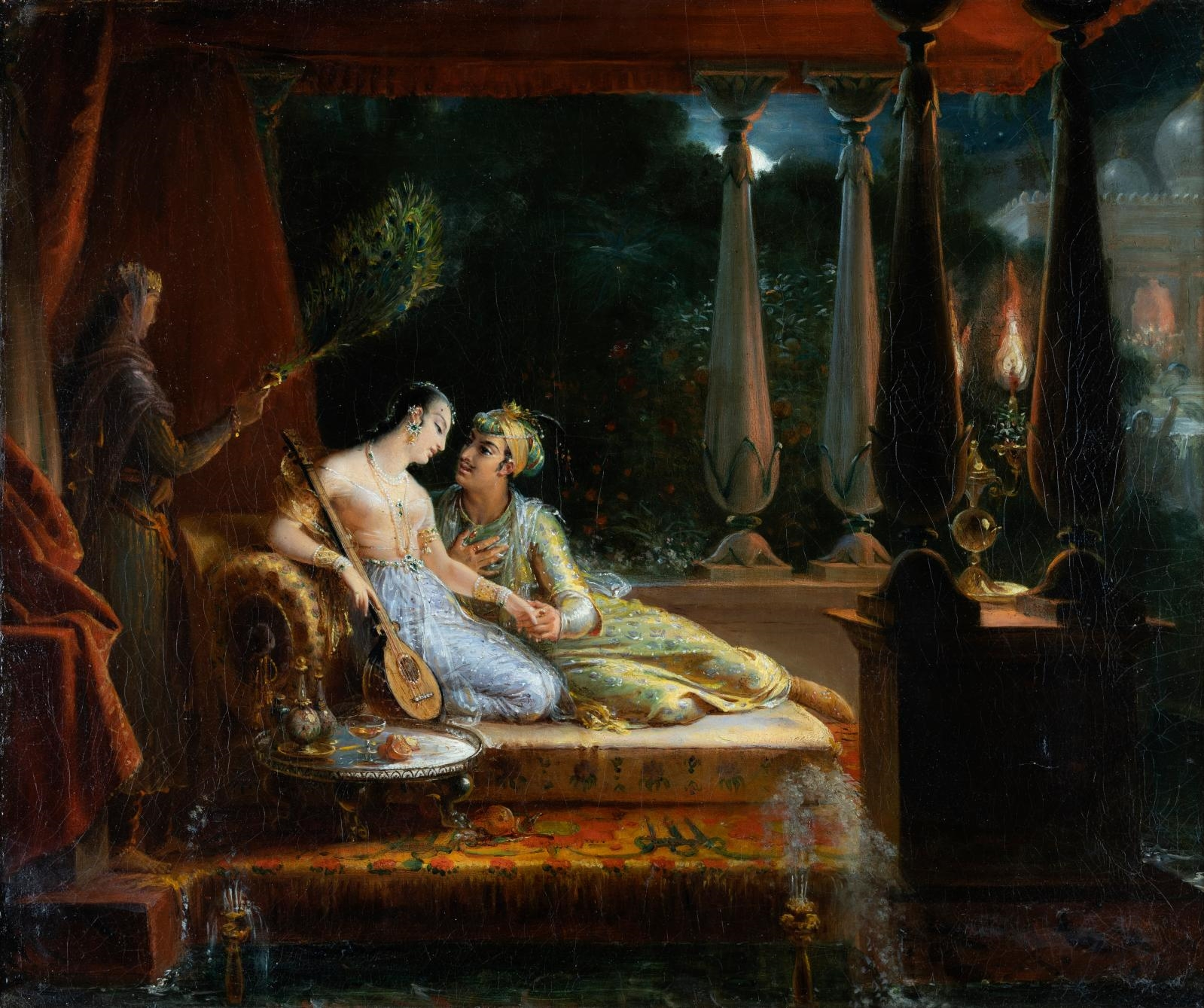
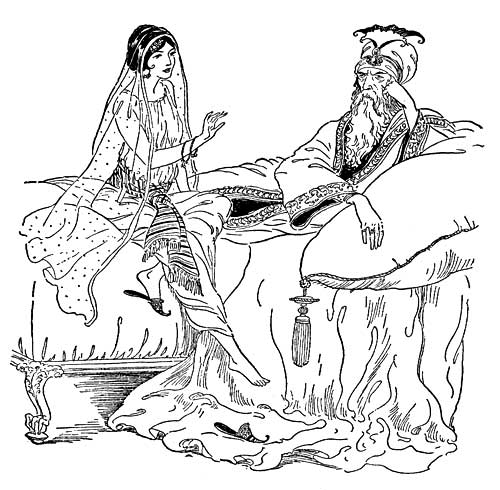
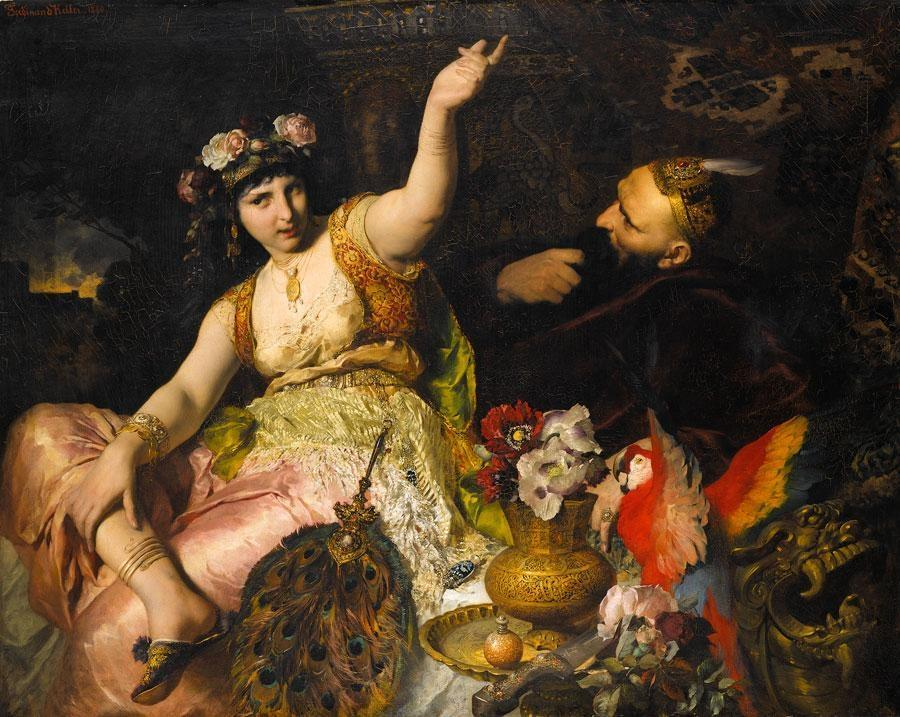
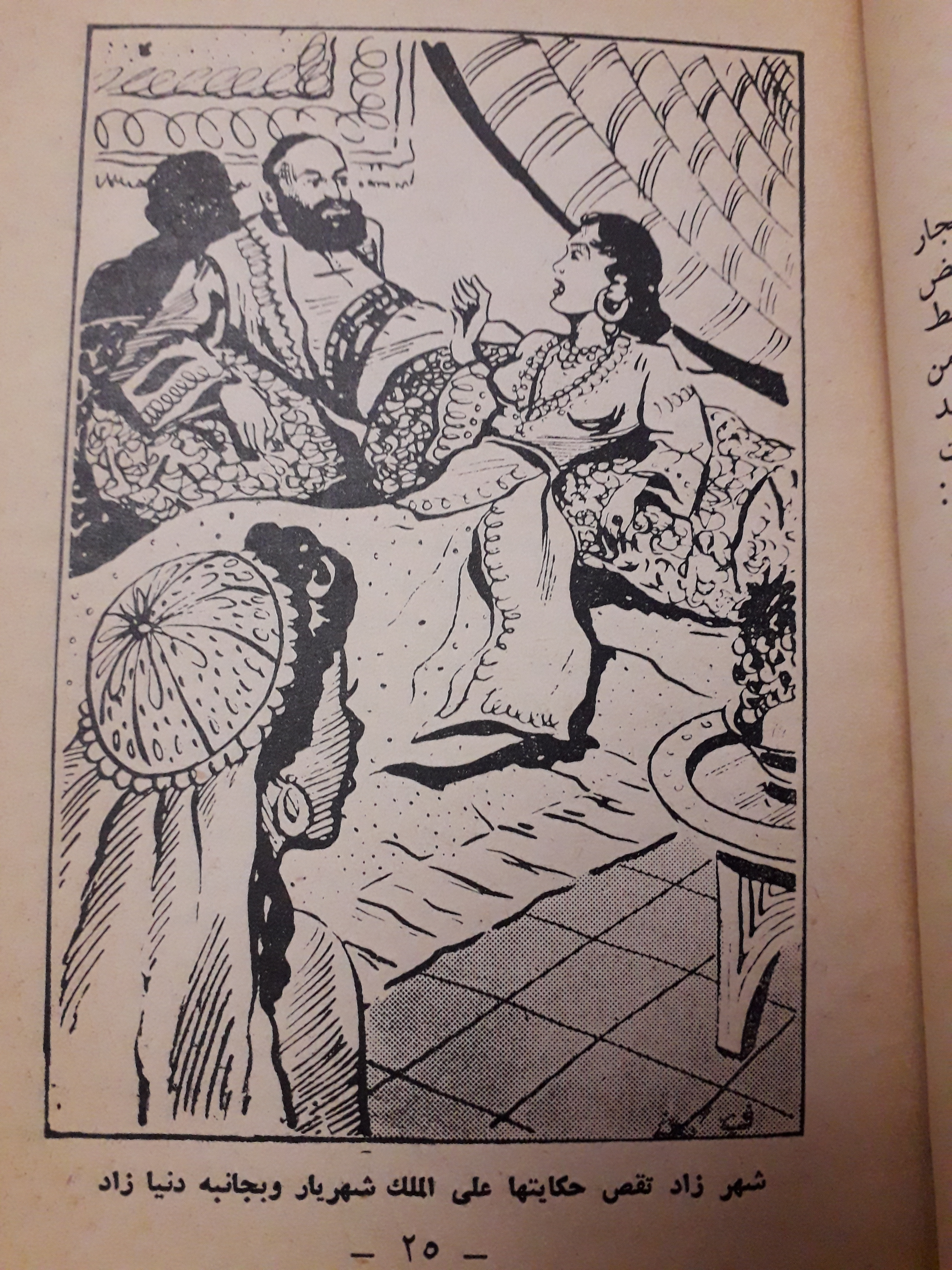
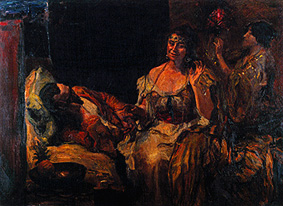